# بیلی بلومفیلد
بیلی بلومفیلد (انگلیسی: Billy Bloomfield; ۲۵ اوت ۱۹۳۹ – سپتامبر ۲۰۰۳ (۶۴ ساله)) بازیکن فوتبال اهل بریتانیا بود.
از باشگاه‌هایی که در آن بازی کرده‌است می‌توان به باشگاه فوتبال برنتفورد اشاره کرد.